# 賈鳧西
贾应宠（1590年—1675年），字思退，又字晉蕃，号凫西，又号澹圃，别号木皮散客。山东曲阜人。明末清初词话作家。
贾应宠出生于书香家庭，祖父贾信为贡生。贾应宠科举不顺，四十余岁仅得选贡生。崇祯十二年（年），出任顺天府固安县知县，后升为吏部江西清吏司郎中。不久明亡，本不欲作贰臣，但“县尉数挟之”，于是复出，“仍补旧职”，不过数月及引疾请归，不久被免职。晚年，“悲愤愈深，伴狂愈甚，竟不容于乡里”，于是“移家滋阳”，康熙十四年（1675年），客死当地。
贾应宠最大的贡献在于对民间鼓词、词话的创作和发展。著有《诗纲》、《澹圃恒言》、《木皮词》等。
贾应宠籍贯为曲阜，自幼喜讀書，為貢生。曾在明清兩朝當地方小官，後辭職。生平“喜说稗官鼓词”，有长篇鼓词《历史鼓词》，劉鶚聽到了白妞的鼓書，即凫西所創。